# Porphyrinia dannehli
Porphyrinia dannehli là một loài bướm đêm trong họ Noctuidae.